# Koritni
Koritni est un groupe de hard rock australien, originaire de Sydney. Il est formé en 2006 par Lex Koritni. Depuis 2011, les musiciens français Manu Livertout et Yves Brusco (ex-Trust) ont remplacé respectivement Luke Cuerden et Matt Hunter lors de différentes tournées européennes.

## Biographie
Après avoir formé avec Anthony De Lemos le projet Green Dollar Colour, le groupe se sépare et Lex Koritni, chanteur du projet, décide de monter un nouveau groupe. Il s'entoure alors de Luke Cuerden et du français Eddy Santacreu aux guitares, de Matt Hunter à la basse et de Chris Brown à la batterie pour former le groupe Koritni en 2006. Le groupe ne cache pas ses penchants pour des groupes comme AC/DC, Guns N'Roses et Aerosmith.
En 2007 sort leur premier album intitulé Lady Luck, l'album est encensé par la presse spécialisée. Dans la pure lignée du hard rock australien, l'album est mixé par Mike Fraser (AC/DC, Aerosmith ou encore Van Halen) le groupe enchaine une tournée européenne, faisant par exemple la première partie de Scorpions lors de leur tournée française et Belge.
En 2009 sort leur deuxième album intitulé Game of Fools, le tout toujours mixé par Mike Fraser et produit cette fois par Anton Hagop (producteur de Silverchair entre autres). La couverture de Game of Fools est réalisée par le dessinateur Mark Wilkinson, créateur des fameuses pochettes de Iron Maiden. Le groupe continue sur sa lancée d'un hard rock pur et est considéré avec des groupes comme Airbourne ou The Answer comme le renouveau du hard rock. En support de leur nouvel album, le groupe part pour une grande tournée européenne, dont pas moins de 13 dates en France (Brest, Cergy, Istres, Toul, Lille, Troyes, Paris, Peymeinade, Lyon, Toulouse, Mulhouse, le Hellfest de Clisson et le 15th Show Bike Aquitaine) ainsi qu'à Monaco.
En 2010, pour la tournée Put Your Horns Up Tour, le groupe fait encore de nombreuses escales en France où le groupe jouit d'une belle notoriété. Le groupe participe ainsi à divers festivals comme les Léz'arts Scéniques à Sélestat ou le Motocultor Fest à Séné. Le 12 mars 2012, le groupe sort son nouvel album Welcome to the Crossroads qui se classe 110e des ventes. La nouvelle tournée Sell Your Soul Tour fait de nouveau la part belle à la France avec pas moins de 16 dates. Ils participent ainsi à la première édition du festival Nancy on the Rocks le 2 juin où Scorpions est en tête d'affiche. Lex vient également rejoindre le groupe alsacien Karelia pour interpréter Attitude des Misfits. Le 16 juin, le groupe joue de nouveau au Hellfest, et le 18, il est en première partie de Mötley Crüe au Zénith de Paris.
Le 18 mai 2015 sort en France chez Verycords/Warner le quatrième album studio du combo, Night Goes on for Days (sortie européenne le 4 septembre). Le disque est produit par Lex lui-même et mixé par Kevin Shirley. Cet opus voit la participation de Vivi Brusco et Farid Medjane de Trust ainsi que du batteur de Status Quo, John Coghlan.

## Membres
- Lex Koritni - chant et guitare
- Tom Fremont - guitare
- Mathieu Albiac - basse
- Daniel Fasano - batterie

### Anciens membres
- Eddy Santacreu - guitare
- Luke Cuerden - guitare
- Chris Brown - batterie